# De Slimste Mens ter Wereld 2006-2007
De Slimste Mens ter Wereld 2006-2007 was het vijfde seizoen van de Belgische televisiequiz De Slimste Mens ter Wereld, uitgezonden op de Vlaamse openbare televisieomroep TV1. De presentatie was in handen van Erik Van Looy. Voor het eerst nam Rik Torfs plaats in de jury, het vorige jurylid Marc Reynebeau deed mee als kandidaat. Het seizoen werd gewonnen door Steven Van Herreweghe.

## Kandidaten

### Alle deelnemers
| Naam                   | Deelnames | Gewonnen |
| ---------------------- | --------- | -------- |
| Rutger Beke            | 5         | ?        |
| Guido Belcanto         | 3         | ?        |
| Lieve Blancquaert      | 1         | 0        |
| Warre Borgmans         | 3         | ?        |
| Bart Chabot            | 2         | 1        |
| Conz                   | 2         | ?        |
| Marc Coucke            | 2         | ?        |
| Mieke Debruyne         | 4         | ?        |
| Saskia De Coster       | 5         | ?        |
| Titus De Voogdt        | 2         | ?        |
| Bart De Wever          | 1         | 0        |
| Mia Doornaert          | 1         | 0        |
| Mark Eyskens           | 2         | ?        |
| Caroline Gennez        | 5         | ?        |
| Marino Keulen          | 2         | 0        |
| Gunther Lamoot         | 1         | ?        |
| Heidi Lenaerts         | 4         | ?        |
| Bob Peeters            | 2         | ?        |
| Sergio Quisquater      | 1         | 0        |
| Marc Reynebeau         | 9         | ?        |
| Martine Tanghe         | 3         | ?        |
| Jan Van den Berghe     | 2         | ?        |
| Chris Van den Durpel   | 1         | 0        |
| Roel Vanderstukken     | 2         | ?        |
| Luckas Vander Taelen   | 3         | ?        |
| Catherine Van Eylen    | 2         | ?        |
| Steven Van Herreweghe  | 6         | ?        |
| Monica Van Kerrebroeck | 1         | 0        |
| Karl Vannieuwkerke     | 6         | ?        |
| Jacques Vermeire       | 1         | 0        |

| Kleurlegenda                    |
| ------------------------------- |
| Geplaatst voor de finaleweek.   |
| Speelt verder in de finaleweek. |

### Finaleweek
| Terugkeer   | Naam                  | Deelnames | Gewonnen | Eindrank |
| ----------- | --------------------- | --------- | -------- | -------- |
| 4           | Marc Reynebeau        | 1         | 1        | Zilver   |
| 3           | Steven Van Herreweghe | 2         | 1        | Goud     |
| 2           | Karl Vannieuwkerke    | 3         | 0        | Brons    |
| 1           | Caroline Gennez       | 1         | 0        | 6e       |
| Speelt door | Gunter Lamoot         | 3         | 1        | 4e       |
| Speelt door | Mieke De Bruyne       | 2         | 0        | 5e       |

## Afleveringen
Opgelet: enkel de afvaller van elke aflevering is bekend. De dagwinnaar en de winnaar van het eindspel zijn niet gekend. 
| Afl        | Datum            | Dagwinnaar of tweede  | Dagwinnaar of tweede  | Verliezer eindspel     |
| ---------- | ---------------- | --------------------- | --------------------- | ---------------------- |
| 1          | 11 december 2006 | Titus De Voogdt       | Martine Tanghe        | Chris Van den Durpel   |
| 2          | 12 december 2006 | Guido Belcanto        | Martine Tanghe        | Titus De Voogdt        |
| 3          | 13 december 2006 | Caroline Gennez       | Guido Belcanto        | Martine Tanghe         |
| 4          | 14 december 2006 | Luckas Vander Taelen  | Caroline Gennez       | Guido Belcanto         |
| 5          | 18 december 2006 | Luckas Vander Taelen  | Caroline Gennez       | Sergio Quisquater      |
| 6          | 19 december 2006 | Heidi Lenaerts        | Caroline Gennez       | Luckas Vander Taelen   |
| 7          | 20 december 2006 | Bart Chabot           | Heidi Lenaerts        | Caroline Gennez        |
| 8          | 21 december 2006 | Warre Borgmans        | Heidi Lenaerts        | Bart Chabot            |
| 9          | 25 december 2006 | Marc Reynebeau        | Warre Borgmans        | Heidi Lenaerts         |
| 10         | 26 december 2006 | Conz                  | Marc Reynebeau        | Warre Borgmans         |
| 11         | 27 december 2006 | Marc Reynebeau        | Karl Vannieuwkerke    | Conz                   |
| 12         | 28 december 2006 | Karl Vannieuwkerke    | Marc Reynebeau        | Monica Van Kerrebroeck |
| 13         | 1 januari 2007   | Karl Vannieuwkerke    | Marc Reynebeau        | Lieve Blancquaert      |
| 14         | 2 januari 2007   | Karl Vannieuwkerke    | Marc Reynebeau        | Bart De Wever          |
| 15         | 3 januari 2007   | Karl Vannieuwkerke    | Marc Reynebeau        | Jacques Vermeire       |
| 16         | 4 januari 2007   | Rutger Beke           | Marc Reynebeau        | Karl Vannieuwkerke     |
| 17         | 8 januari 2007   | Marino Keulen         | Rutger Beke           | Marc Reynebeau         |
| 18         | 9 januari 2007   | Steven Van Herreweghe | Rutger Beke           | Marino Keulen          |
| 19         | 10 januari 2007  | Steven Van Herreweghe | Rutger Beke           | Mia Doornaert          |
| 20         | 11 januari 2007  | Roel Vanderstukken    | Steven Van Herreweghe | Rutger Beke            |
| 21         | 15 januari 2007  | Mark Eyskens          | Steven Van Herreweghe | Roel Vanderstukken     |
| 22         | 16 januari 2007  | Saskia De Coster      | Steven Van Herreweghe | Mark Eyskens           |
| 23         | 17 januari 2007  | Bob Peeters           | Saskia De Coster      | Steven Van Herreweghe  |
| 24         | 18 januari 2007  | Jan Van den Berghe    | Saskia De Coster      | Bob Peeters            |
| 25         | 22 januari 2007  | Mieke Debruyne        | Saskia De Coster      | Jan Van den Berghe     |
| 26         | 23 januari 2007  | Marc Coucke           | Mieke Debruyne        | Saskia De Coster       |
| 27         | 24 januari 2007  | Catherine Van Eylen   | Mieke Debruyne        | Marc Coucke            |
| 28         | 25 januari 2007  | Gunter Lamoot         | Mieke Debruyne        | Catherine Van Eylen    |
| Finaleweek |                  |                       |                       |                        |
| 29         | 29 januari 2007  | Gunter Lamoot         | Mieke Debruyne        | Caroline Gennez        |
| 30         | 30 januari 2007  | Karl Vannieuwkerke    | Gunter Lamoot         | Mieke Debruyne         |
| 31         | 31 januari 2007  | Steven Van Herreweghe | Karl Vannieuwkerke    | Gunter Lamoot          |
| Finale     | Finale           | Slimste Mens          | Verliezer eindspel    | Verliezer aflevering   |
| 32         | 1 februari 2007  | Steven Van Herreweghe | Marc Reynebeau        | Karl Vannieuwkerke     |

## Bijzonderheden
- Doorspeler Mieke Debruyne overleefde in de laatste voorrondeweek vier deelnames. Zij moest echter rechtstreeks doorspelen omdat zij met die prestatie net buiten de top vier viel. Uiteindelijk speelde ze nog twee afleveringen door in de finaleweek, waarmee zij de prestatie van Caroline Gennez overtrof. Gennez had zich met vijf deelnames van een plaats in de top vier verzekerd maar werd meteen weer naar huis gespeeld.
- Gunter Lamoot stroomde als laatste reguliere deelnemer in en was een luis in de pels in de finaleweek. Hij greep maar net naast de seizoensfinale.
- De eindfinale tussen Steven Van Herreweghe en Marc Reynebeau was er één met een verschil van 270 seconden. Reynebeau had zijn tegenstanders verpletterd in de aflevering maar verloor alsnog de finale tegen Van Herreweghe.